# Garypus marmoratus
Garypus marmoratus es una especie de arácnido del orden Pseudoscorpionida de la familia Garypidae.

## Distribución geográfica
Se encuentra en Kenia y Somalia.